# ダルツェンド情歌
『ダルツェンド情歌』（だるつぇんどじょうか、中国語: 康定情歌）は中華人民共和国で2004年に放映されたテレビドラマ。全30話。

## 概要
物語の舞台は様々な民族が行き交う1920年～1930年代の打箭爐（ダルツェドまたはダルツェンド、現在の四川省康定市）。身分違いの悲恋や茶葉貿易に関わる事件を背景に、土地の有力者であるチベット族の大鍋庄（荘）・木雅の一族と彼らを取り巻く人間模様を描く。
本作品は中国の有名な民謡・康定情歌に由来し、同曲はドラマのオープニング・エンディング曲及び劇中歌として使われている。
2003年8月～10月に四川省の川蔵高原（海抜高度3000～4000m）を中心に撮影を行い、2004年11月に中国中央電視台が初放映した。
風光明媚なロケ地の情景や有名デザイナーによるエキゾチックな衣裳の数々が衆目を集めたが、洗練された美しい造形と現代的な台詞を多用した演出や有名スターを揃えた配役（主要キャストは全員非チベット族の俳優である）は、実際のチベット文化の描写から遠くリアリティに欠けるとの批評を受けた。

## あらすじ
打箭炉（劇中の台詞では「康定」）の48の鍋庄を統括する会首（日本語字幕は「会頭」）・木雅曲登は、母の命を救う為言い伝えに従い2人目の妻・央珍を娶る。曲登の妻で漢族出身の卓瑪は夫の仕打ちに絶望し一人娘の康珠を連れ実家に戻るが、央珍の父・徳吉が仕掛けた不審火で命を落とした。秘かに救出された康珠は金秀と名を変え、流れ着いた塔戈草原で牧童の少年・洛桑と兄妹のように睦んで成長する。
10数年後、愛する者を失い悲嘆に明け暮れる曲登の元に、娘が生きているとの報せが届く。年頃の美しい娘となった康珠は洛桑と結婚の約束を交わしていたが、2人は引き裂かれ、洛桑は盗賊に殺されたと聞かされた康珠は打箭炉の大邸宅に戻った。新しい家族は父と教育係の従姉の雍西、そして夫との不仲に苦しみ冷たく心を閉ざす継母。野育ちで奔放な康珠は彼らに激しく反発するが、知らない間に鍋庄の娘としての自覚が芽生えていく。
康珠は洛桑への想いを抱いたまま、茶庄（茶問屋）の息子で熱烈な求婚者・張金との結婚を承諾するが、それはチベット族の鍋庄と漢族の茶庄間の政略結婚でもあった。婚礼の日、康珠の前に仮面姿の1人の男が現れ、思い出の曲（『康定情歌』）を歌い踊って静かに去る。その男こそ、今は茶馬古道に名を馳せる義賊となった洛桑だった。彼が生きていたことを知り苦しむ康珠。張金も彼女の気持ちを慮り、2人は形だけの夫婦として暮らす。
曲登の財産を狙う徳吉と打箭炉の利権を貪ろうとする英国商人の思惑が絡み、徳吉は茶葉貿易を利用して木雅鍋庄を陥れようとする。洛桑との関係を暴露された康珠は窮地に陥るが落ち着いて難関を切り抜け、鍋庄の後継者として人々に認められる。
曲登と央珍はようやく心を許し合うようになるが、曲登は重い肝臓病を患っていた。徳吉を許し後事を康珠に託して、曲登は亡き卓瑪の元へ旅立つ。康珠は懐かしい草原と洛桑を忘れることが出来ず、張金と離婚し全てを捨てて愛する人の胸に飛び込むが、洛桑は心を偽り康珠を冷たく突き放し去っていく。愛を失った康珠は自分の運命を受け入れ、鍋庄会首の証・金の指輪を身に付けるのだった。

## 配役
※原版エンディングクレジット表記に準じ、役名カッコ内の読みカナは西洋人名以外ピン音で記した。
※原版音声は漢族はもとよりチベット族の登場人物の台詞も普通話であるが、主要キャストも含む出演者の声は声優による吹き替えである。
- 康珠（カンヂュ） =　金秀（ジンシゥ）／卓瑪（ヂュオマー） … 陶紅（タオ・ホン）[6]
- 洛桑（ルォサン） … 胡軍（フー・ジュン）
- 木雅曲登（ムーヤー・チュドン） … 唐国強（タン・グオチャン）
- 央珍（ヤンヂェン） … 葉童（イップ・トン）
- 雍西（ヨンシー） … 翁紅（イボンヌ・ヨン）
- 措姆（ツォムー） … 斯琴高娃（スーチンガオワー）
- 張金（ヂャン・ジン） … 孫強（スン・チャン）
- 德吉（ドァジー） … 董子武（ドン・ズーウー）
- 多爾金（ドゥァージン） … 趙毅（ヂャオ・イー）
- 維色（ウェイスァ） … 左小青（ズオ・シャオチン）
- 尼麦（ニーマイ） … 雷漢（レイ・ハン）
- 澤仁（ゾァーレン） … 塗中如（トゥ・ヂョンルー）
- 張永昌（ヂャン・ヨンチャン） … 黄精一（ホァン・ジンイー）
- 尼瑪（ニーマー） … 范春霞（ファン・チュンシァ）
- 査理（チャーリー） … 卡爾（カール）
- 李（リー）銀匠 … 孫敏（スン・ミン）
- 黒山（ヘイシャン） … 曹克難（ツァオ・クーナン）
- 多吉（ドゥジー） … 王躍進（ワン・ユェジン）
- 保羅（パウロ） … 龍俊杰（ロン・ジュンジェ）
- 威廉（ウィリアム） … Nigel S Jones

## スタッフ
- 監督 … 王小列（ワン・シャオリエ）
- 脚本 … 高旭帆（ガオ・シューファン）、徐瑛（シュー・イン）
- 撮影 … 王威（ワン・ウェイ）
- 美術 … 楊浩宇（ヤン・ハオユー）
- 衣裳 … 葉錦添（ティン・イップ）
- 作曲 … 林幼平（リン・ヨーピン）、林亜平（リン・ヤーピン）
- 製作 … 北京金英馬影視文化有限責任公司、四川昊天影視広告公司、恒星多媒体股份有限公司

## 日本での放映
- 中国語字幕版

CS放送・楽楽チャイナ（後の鳳凰衛視） 2004年12月～2005年1月
CS放送・CCTV9（後のMATVムービーアジア）　2008年2月～3月
- 日本語字幕版（邦題：ダルツェンド情歌）

CS放送・MATV ムービーアジア 2008年5月～6月、2009年8月～9月  （普通話・広東語二重音声放送）
美亜娯楽（香港）編集版を放映。
日本語版ソフトは未発売。

## その他
- 中国語版ソフトは『大清風雲2王者天下』というタイトル名で再リリースされている。